# The Voice Kids/Staffel 11
Die elfte Staffel der deutschen Gesangs-Castingshow The Voice Kids wurde vom 10. März 2023 bis zum 12. Mai 2023 im Fernsehen ausgestrahlt. Die TV-Ausstrahlung erfolgte, wie bereits in den Staffeln 1 bis 4 und 10 freitags. Moderiert wurde diese Staffel erneut von Thore Schölermann und Melissa Khalaj. Die Jury bestand erneut aus dem Duo Smudo und Michi Beck von der Hip-Hop-Gruppe Die Fantastischen Vier, der ESC-Siegerin Lena Meyer-Landrut, dem Popsänger Alvaro Soler und dem Singer-Songwriter Wincent Weiss. Die Gewinnerin der elften Staffel war Emma aus dem Titelverteidiger-Team der zehnten Staffel Michi & Smudo.

## Erste Phase: Die Blind Auditions
| Folge  | Die Coaches und ihre Kandidaten                                     | Die Coaches und ihre Kandidaten                                                | Die Coaches und ihre Kandidaten                                                    | Die Coaches und ihre Kandidaten                                                    |
| Folge  | Wincent Weiss                                                       | Lena Meyer-Landrut                                                             | Michi und Smudo                                                                    | Alvaro Soler                                                                       |
| ------ | ------------------------------------------------------------------- | ------------------------------------------------------------------------------ | ---------------------------------------------------------------------------------- | ---------------------------------------------------------------------------------- |
| 01     | Ellice (15 Jahre) Mia K. (12 Jahre) Toby (13 Jahre)                 | Fia (11 Jahre)                                                                 | Amelie (15 Jahre) Damian B. (11 Jahre)                                             | David (13 Jahre) Joyce (10 Jahre)                                                  |
| 02     | Jayden (14 Jahre) Malina (13 Jahre)                                 | Alexandra (13 Jahre) Daniella (9 Jahre)                                        | Lotte (9 Jahre) Valentin & Matti (11 & 15 Jahre)                                   | Andrea (10 Jahre) Dominik H. (11 Jahre) Manon (15 Jahre)                           |
| 03     | Luis & Mathis (14 & 15 Jahre) Melanie (14 Jahre)                    | Julius (10 Jahre) Roberta (13 Jahre)                                           | Brianna (14 Jahre) Chapter X (12, 13, 14 & 15 Jahre) Emma (14 Jahre) Lui (8 Jahre) | Blanche (11 Jahre) Yumi (15 Jahre)                                                 |
| 04     | João (13 Jahre) Tom S. (14 Jahre)                                   | Anna H. (15 Jahre) Eliana K. (13 Jahre) Melaniia (14 Jahre) Nathalie (8 Jahre) | Aaliyah (9 Jahre) Khady (15 Jahre)                                                 | Fiona (15 Jahre) Svea (14 Jahre)                                                   |
| 05     | Marie (15 Jahre)                                                    | Felix (8 Jahre) Miya (9 Jahre)                                                 | Hans (14 Jahre) Lotta (14 Jahre)                                                   | Adrian (14 Jahre) Anja & Jana (15 Jahre) Hannah S. (14 Jahre) Katharina (13 Jahre) |
| 06     | Jolien (14 Jahre) Luca (14 Jahre) Mia J. (14 Jahre) Milo (14 Jahre) | Amira M. (14 Jahre) Martha & Norah (13 & 14 Jahre) Valentina (9 Jahre)         | Amira B. (13 Jahre) Eywa (12 Jahre)                                                | Lara (9 Jahre) Thinarie (14 Jahre)                                                 |
| 07     | Jette (15 Jahre)                                                    | Moritz (12 Jahre)                                                              | Cajus (15 Jahre)                                                                   | –                                                                                  |
| Gesamt | 15                                                                  | 15                                                                             | 15                                                                                 | 15                                                                                 |

## Zweite Phase: Knockouts
In der 11. Staffel von The Voice Kids Germany wurden die Knockouts eingeführt, die an die Stelle der Battles und Sing-Offs früherer Staffeln traten. Jeder Coach teilte seine in den Blind Auditions weitergekommenen 15 Kandidaten und Kandidatinnen in drei Gruppen à fünf Teilnehmer ein. Jeder von ihnen trug nacheinander einen Song vor, wonach der jeweilige Coach einen aus jeder Fünfergruppe direkt ins Finale wählte.
| Episode | Coach              | Gast-Coach          | Kandidat                                                                           | Song                                               |
| ------- | ------------------ | ------------------- | ---------------------------------------------------------------------------------- | -------------------------------------------------- |
| 07      | Alvaro             |                     | Blanche                                                                            | Because You Loved Me von Céline Dion               |
| 07      | Alvaro             | Lara                | Ai Se Eu Te Pego! von Michel Teló                                                  |                                                    |
| 07      | Alvaro             | Dominik H.          | Gold von den Sternen von Michael Kunze und Sylvester Levay aus dem Musical Mozart! |                                                    |
| 07      | Alvaro             | Joyce               | Who Says von Selena Gomez & the Scene                                              |                                                    |
| 07      | Alvaro             | Andrea              | Que Sera, Sera von Doris Day                                                       |                                                    |
| 07      | Wincent            | Sarah Engels        | Luis und Mathis                                                                    | Castle on the Hill von Ed Sheeran                  |
| 07      | Wincent            | Sarah Engels        | Marie                                                                              | Ausmacht von Emilio Sakraya                        |
| 07      | Wincent            | Sarah Engels        | Toby                                                                               | Arcade von Duncan Laurence                         |
| 07      | Wincent            | Sarah Engels        | Tom S.                                                                             | Torn von Natalie Imbruglia                         |
| 07      | Wincent            | Sarah Engels        | Mia J.                                                                             | Elastic Heart von Sia, The Weeknd und Wesley Pentz |
| 07      | Michi und Smudo    | Ian Hooper          | Valentin und Matti                                                                 | Seven Nation Army von The White Stripes            |
| 07      | Michi und Smudo    | Ian Hooper          | Amira B.                                                                           | Eye of the Tiger von Survivor                      |
| 07      | Michi und Smudo    | Ian Hooper          | Hans                                                                               | Man in the Mirror von Michael Jackson              |
| 07      | Michi und Smudo    | Ian Hooper          | Lotta                                                                              | Fix You von Coldplay                               |
| 07      | Michi und Smudo    | Ian Hooper          | Emma                                                                               | Changes von Tupac                                  |
| 08      | Lena Meyer-Landrut |                     | Julius                                                                             | Call Me Maybe von Carly Rae Jepsen                 |
| 08      | Lena Meyer-Landrut | Fia                 | Everything I Wanted von Billie Eilish                                              |                                                    |
| 08      | Lena Meyer-Landrut | Moritz              | You Let Me Walk Alone von Michael Schulte                                          |                                                    |
| 08      | Lena Meyer-Landrut | Eliana K.           | She's All I Wanna Be von Tate McRae                                                |                                                    |
| 08      | Lena Meyer-Landrut | Anna H.             | Time After Time von Cyndi Lauper                                                   |                                                    |
| 08      | Michi und Smudo    |                     | Amelie                                                                             | Great Balls Of Fire von Jerry Lee Lewis            |
| 08      | Michi und Smudo    | Cajus               | Rockstars von Malik Harris                                                         |                                                    |
| 08      | Michi und Smudo    | Khady               | Free von Rudimental feat. Emeli Sandé                                              |                                                    |
| 08      | Michi und Smudo    | Brianna             | Control von Zoe Wees                                                               |                                                    |
| 08      | Michi und Smudo    | Chapter X           | (You Gotta) Fight for Your Right (to Party!) von Beastie Boys                      |                                                    |
| 08      | Wincent            |                     | Jolien                                                                             | Dreams von Fleetwood Mac                           |
| 08      | Wincent            | Luca                | Without You von The Kid Laroi                                                      |                                                    |
| 08      | Wincent            | Ellice              | Eine gute Nachricht von Danger Dan                                                 |                                                    |
| 08      | Wincent            | João                | I'm Yours von Jason Mraz                                                           |                                                    |
| 08      | Wincent            | Mia K.              | Nur ein Wort von Wir sind Helden                                                   |                                                    |
| 08      | Alvaro             |                     | Hannah S.                                                                          | Girls Just Want to Have Fun von Cyndi Lauper       |
| 08      | Alvaro             | Yumi                | Dream On von Aerosmith                                                             |                                                    |
| 08      | Alvaro             | David               | Zukunft Pink von Peter Fox feat. Inéz                                              |                                                    |
| 08      | Alvaro             | Anja & Jana         | Leiwand von Edmund                                                                 |                                                    |
| 08      | Alvaro             | Fiona               | Listen von Beyonce                                                                 |                                                    |
| 09      | Lena Meyer-Landrut |                     | Valentina                                                                          | 9 to 5 von Dolly Parton                            |
| 09      | Lena Meyer-Landrut | Miya                | Someone like You von Adele                                                         |                                                    |
| 09      | Lena Meyer-Landrut | Felix               | Au Revoir 3. Liga von Mark Forster                                                 |                                                    |
| 09      | Lena Meyer-Landrut | Daniella            | Colors of the Wind von Vanessa Williams                                            |                                                    |
| 09      | Lena Meyer-Landrut | Nathalie            | Try Everything von Shakira                                                         |                                                    |
| 09      | Wincent            |                     | Malina                                                                             | I’m Gonna Be (500 Miles) von The Proclaimers       |
| 09      | Wincent            | Milo                | Hold Back the River von James Bay                                                  |                                                    |
| 09      | Wincent            | Jette               | Wake Me Up von Avicii                                                              |                                                    |
| 09      | Wincent            | Melanie             | Good 4 U von Olivia Rodrigo                                                        |                                                    |
| 09      | Wincent            | Jayden              | In the Stars von Benson Boone                                                      |                                                    |
| 09      | Alvaro             | Lina Larissa Strahl | Katharina                                                                          | Dancing Queen von ABBA                             |
| 09      | Alvaro             | Lina Larissa Strahl | Adrian                                                                             | Another Love von Tom Odell                         |
| 09      | Alvaro             | Lina Larissa Strahl | Thinarie                                                                           | 2 Be Loved (Am I Ready) von Lizzo                  |
| 09      | Alvaro             | Lina Larissa Strahl | Svea                                                                               | How Do I Say Goodbye von Dean Lewis                |
| 09      | Alvaro             | Lina Larissa Strahl | Manon                                                                              | Je veux von Zaz                                    |
| 09      | Michi und Smudo    |                     | Damian B.                                                                          | Three Little Birds von Bob Marley                  |
| 09      | Michi und Smudo    | Eywa                | Creep von Radiohead                                                                |                                                    |
| 09      | Michi und Smudo    | Lotte               | Je ne parle pas français von Namika                                                |                                                    |
| 09      | Michi und Smudo    | Aaliyah             | Greatest Love of All von Whitney Houston                                           |                                                    |
| 09      | Michi und Smudo    | Lui                 | Locker bleiben von Die Fantastischen Vier                                          |                                                    |
| 09      | Lena Meyer-Landrut | Duncan Laurence     | Roberta                                                                            | Midnight Sky von Miley Cyrus                       |
| 09      | Lena Meyer-Landrut | Duncan Laurence     | Amira M.                                                                           | Thank You von Dido                                 |
| 09      | Lena Meyer-Landrut | Duncan Laurence     | Martha & Norah                                                                     | The Middle von Zedd, Maren Morris und Grey         |
| 09      | Lena Meyer-Landrut | Duncan Laurence     | Melaniia                                                                           | It’s Oh So Quiet von Björk                         |
| 09      | Lena Meyer-Landrut | Duncan Laurence     | Alexandra                                                                          | Soulmate von Natasha Bedingfield                   |

## Dritte Phase: Das Finale
| Episode | Startnr. | Coach           | Kandidat  | Song                                                        |
| ------- | -------- | --------------- | --------- | ----------------------------------------------------------- |
| 10      | 1        | Wincent         | Toby      | Never Enough von Loren Allred (aus Greatest Showman)        |
| 10      | 2        | Álvaro          | Andrea    | Umbrella von Rihanna und Singin’ in the Rain von Gene Kelly |
| 10      | 3        | Álvaro          | Fiona     | When the Party’s Over von Billie Eilish                     |
| 10      | 4        | Michi und Smudo | Khady     | Stand Up von Kasi Lemmons (aus Harriet)                     |
| 10      | 5        | Wincent         | Ellice    | Der Weg von Herbert Grönemeyer                              |
| 10      | 6        | Lena            | Fia       | Dear Mr. President von Pink                                 |
| 10      | 7        | Álvaro          | Adrian    | Stay with Me von Sam Smith                                  |
| 10      | 8        | Lena            | Daniella  | Hero von Mariah Carey                                       |
| 10      | 9        | Michi und Smudo | Eywa      | Running Up That Hill von Kate Bush                          |
| 10      | 10       | Lena            | Alexandra | Just Hold Me von Maria Mena                                 |
| 10      | 11       | Michi und Smudo | Emma      | Lose Yourself von Eminem                                    |
| 10      | 12       | Wincent         | Jayden    | Someone You Loved von Lewis Capaldi                         |

## Einschaltquoten
| 0 Einschaltquoten der 11. Staffel im Einzelnen | 0 Einschaltquoten der 11. Staffel im Einzelnen | 0 Einschaltquoten der 11. Staffel im Einzelnen | 0 Einschaltquoten der 11. Staffel im Einzelnen | 0 Einschaltquoten der 11. Staffel im Einzelnen | 0 Einschaltquoten der 11. Staffel im Einzelnen | 0 Einschaltquoten der 11. Staffel im Einzelnen | 0 Einschaltquoten der 11. Staffel im Einzelnen |
| Nr. (Staffel)                                  | Nr. (gesamt)                                   | Sendung                                        | Datum                                          | Zuschauer                                      | Zuschauer                                      | Marktanteil                                    | Marktanteil                                    |
| Nr. (Staffel)                                  | Nr. (gesamt)                                   | Sendung                                        | Datum                                          | Gesamt                                         | 14 bis 49 Jahre                                | Gesamt                                         | 14 bis 49 Jahre                                |
| ---------------------------------------------- | ---------------------------------------------- | ---------------------------------------------- | ---------------------------------------------- | ---------------------------------------------- | ---------------------------------------------- | ---------------------------------------------- | ---------------------------------------------- |
| 01                                             | 88                                             | Blind Auditions                                | Fr, 10. März 2023                              | 1,77 Mio.                                      | 0,59 Mio.                                      | 6,8 %                                          | 10,2 %                                         |
| 02                                             | 89                                             | Blind Auditions                                | Fr, 17. März 2023                              | 1,64 Mio.                                      | 0,6 Mio.                                       | 6,4 %                                          | 10,3 %                                         |
| 03                                             | 90                                             | Blind Auditions                                | Fr, 24. März 2023                              | 1,54 Mio.                                      | 0,55 Mio.                                      | 6,0 %                                          | 9,8 %                                          |
| 04                                             | 91                                             | Blind Auditions                                | Fr, 31. März 2023                              | 1,54 Mio.                                      | 0,51 Mio.                                      | 6,1 %                                          | 9,3 %                                          |
| 05                                             | 92                                             | Blind Auditions                                | Fr, 7. April 2023                              | 1,92 Mio.                                      | 0,59 Mio.                                      | 7,6 %                                          | 10,9 %                                         |
| 06                                             | 93                                             | Blind Auditions                                | Fr, 14. April 2023                             | 1,56 Mio.                                      | 0,55 Mio.                                      | 6,2 %                                          | 9,6 %                                          |
| 07                                             | 94                                             | Blind Auditions + Knockouts                    | Fr, 21. April 2023                             | 1,66 Mio.                                      | 0,52 Mio.                                      | 7,0 %                                          | 10,1 %                                         |
| 08                                             | 95                                             | Knockouts                                      | Fr, 28. April 2023                             | 1,25 Mio.                                      |                                                |                                                |                                                |
| 09                                             | 96                                             | Knockouts                                      | Fr, 5. Mai 2023                                | 1,29 Mio.                                      | 0,4 Mio.                                       |                                                | 7,6 %                                          |
| 10                                             | 97                                             | Finale                                         | Fr, 12. Mai 2023                               | 1,47 Mio.                                      | 0,51 Mio.                                      | 6,6 %                                          | 10,4 %                                         |

Legende: fettgedruckt: Höchster (schwarz) und niedrigster (rot) Wert in dieser Kategorie